# دانيال بن سيمون
دانيال بن سيمون أو بن شمعون (بالعبرية: דניאל בן סימון-بالفرنسية:Daniel Ben-Simon) من مواليد 29 أبريل 1954 هو سياسي وصحفي إسرائيلي من أصل يهودي مغربي، الذي شغل منصب عضوا في الكنيست عن حزب العمل الإسرائيلي بين عامي 2009 و 2013.

## السيرة الشخصية
ولد بن سيمون في مكناس في المغرب، وهاجر إلى عليا في إسرائيل عام 1969. وقد خدم خدمته الوطنية في لواء جولاني بين عامي 1972 و 1976، ثم التحق بجامعة حيفا، حيث حصل على شهادة البكالوريوس في علم الاجتماع والعلوم السياسية، جامعة بوسطن، حيث حصل على درجة الماجستير في الصحافة. عمل في دافار لأكثر من عقد من الزمان ثم لاحقاً في هآرتس. درس الصحافة في كلية سابير وكلية روبن، كما كتب أربعة كتب، وشارك في صنع أفلام وثائقية على أساس اثنين من كتبه. وهو حاصل على جائزة سوكولوف.
قبل انتخابات 2009، انضم إلى حزب العمل، قائلاً: «شعرت بأنني وصلت إلى حدود قدرتي على ممارسة التأثير كصحفي. لقد توصلت إلى نتيجة مفادها أنه يمكنك تسجيل الأهداف فقط في الملعب وليس من الصحفيين». صندوق«. فاز بالمركز الحادي عشر على قائمة الحزب، ودخل الكنيست حيث فاز حزب العمل بـ 13 مقعدًا. واعترض في البداية على دخول حزب العمل لحكومة بنيامين نتنياهو، لكنه انتخب رئيسًا لحزب العمال في الكنيست في الأول من أبريل، قائلاً:» في اللحظة التي صوت فيها حزب المؤتمر لصالح [الانضمام] ، تلاشت مقاومتي. تحولت من معارض إلى واحد«. من يطيع».
ومع ذلك، في أكتوبر 2009 استقال من منصب رئيس، وبدأ الضغط على الحزب لمغادرة التحالف. في يناير / كانون الثاني 2011، أعلن أنه سيغادر حزب العمل لتأسيس فصيل مستقل منفردة رداً على فشله في إقناع الحزب بمغادرة الحكومة. ومع ذلك، بقي في نهاية المطاف في الحزب، وتم وضعه في القائمة 21 في انتخابات عام 2013. غادر الكنيست فيما بعد حيث فاز الحزب بـ 15 مقعدًا فقط.

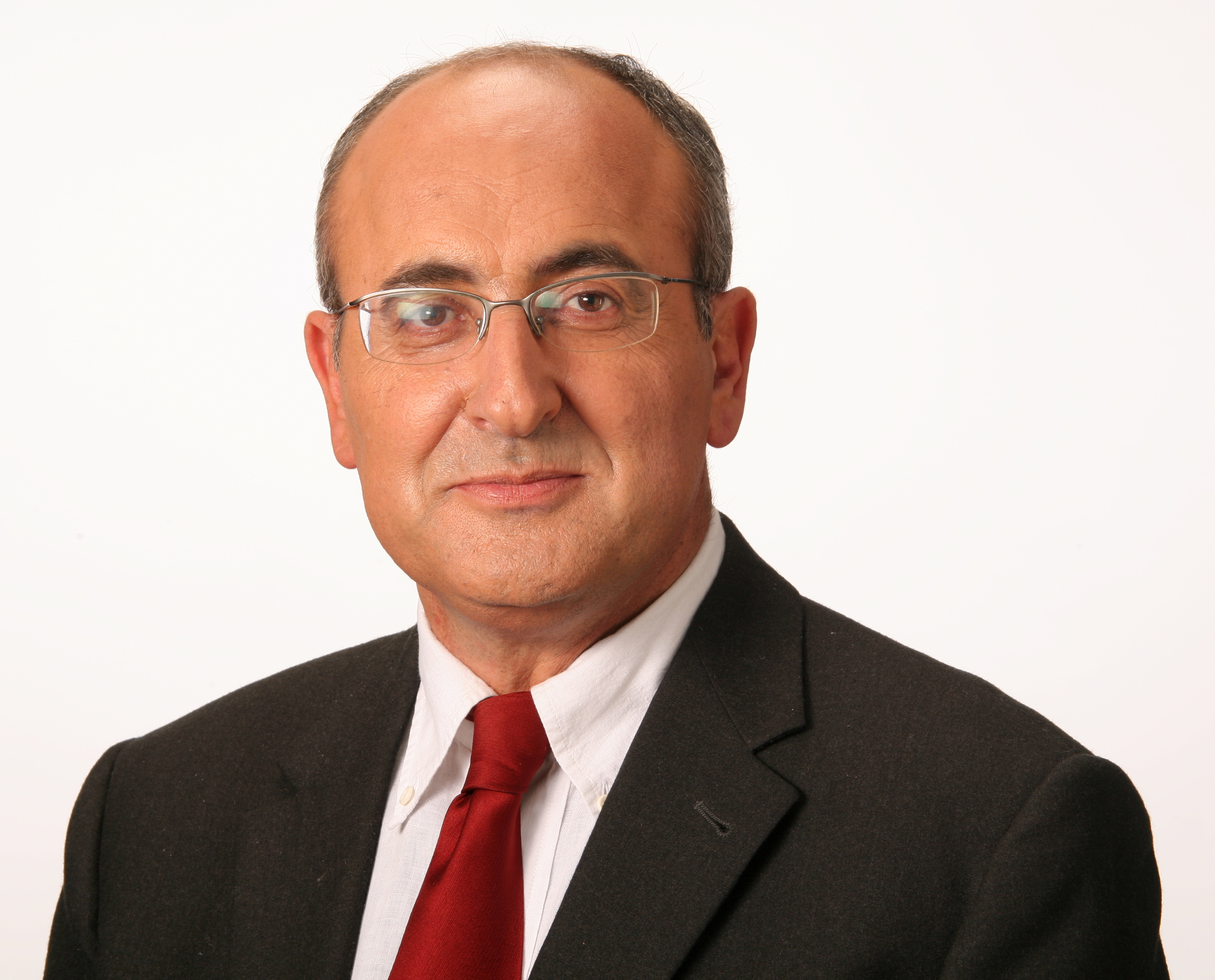
دانيال بن سيمون